# شلدان (دشتستان)
شلدان، روستایی از توابع بخش بوشکان در شهرستان دشتستان از توابع استان بوشهر است.

## جمعیت
این روستا در دهستان بوشکان قرار دارد و بر اساس سرشماری رسمی در سال ۱۳۹۵ آمار جمعیت آن ۳۶۸ نفر می‌باشد.